# Otto Walter (politik)
Otto Walter, nemški general in politik, * 2. oktober 1902, † 8. maj 1983.
Med letoma 1957 in 1964 je bil namestnik ministra za državno varnost Nemške demokratične republike (Stasija).